# 穆扎法爾格爾
穆扎法爾格爾是巴基斯坦的城市，由旁遮普省負責管轄，位於該國東部奇納布河畔，始建於1794年，面積8,435平方公里，海拔高度122米，每年平均降雨量127毫米，2010年人口162,696。

## 外部連結
- Website dedicated to Muzaffargarh
- Website of Muzaffargarh